# Cornubia
Cornubia is een plaats in de Australische deelstaat Queensland en telt 4699 inwoners (2006).